# Է
E, Ē o Eh (mayúscula: Է, minúscula: է, en armenio: է) es la séptima letra del alfabeto armenio. Representa la vocal semiabierta anterior no redondeada (/ɛ/) en armenio oriental y la vocal semicerrada anterior no redondeada (/e/) en armenio occidental.
Esta letra está relacionada con la letra armenia yečʼ (Ե). Después de la reforma ortográfica del siglo XX, la letra se utiliza para escribir /ɛ/ como sonido inicial de una palabra, mientras que cuando se usa ječʼ (ե) se pronuncia /jɛ/. Antes de la reforma ortográfica, las dos letras se usaban indistintamente. 
Fue creada por Mesrop Mashtots en el siglo V y tiene un valor numérico de 7.

## Galería

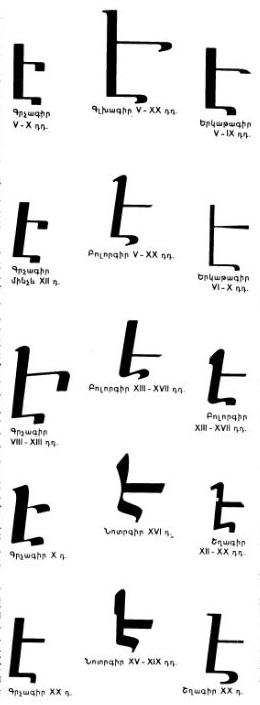
Varias fuentes históricas

Erkat'agir redondeada
Erkat'agir angular
Bolorgir
Notrgir
Shghagir
Forma tipográfica
Forma manuscrita

## Códigos informáticos
| Carácter      | Է                          | Է                          | է                        | է                        |
| ------------- | -------------------------- | -------------------------- | ------------------------ | ------------------------ |
| Unicode       | ARMENIAN CAPITAL LETTER EH | ARMENIAN CAPITAL LETTER EH | ARMENIAN SMALL LETTER EH | ARMENIAN SMALL LETTER EH |
| Codificación  | decimal                    | hex                        | decimal                  | hex                      |
| Unicode       | 1335                       | U+0537                     | 1383                     | U+0567                   |
| UTF-8         | 212 183                    | D4 B7                      | 213 167                  | D5 A7                    |
| Ref. numérica | &#1335;                    | &#x537;                    | &#1383;                  | &#x567;                  |